# Cultura di Xinle
La cultura di Xinle, (新樂文化) (5500-4800 a.C.) era una cultura neolitica del nord-ovest della Cina, sviluppatasi prevalentemente attorno al fiume Liao, nella penisola di Liaodong, nella provincia di Liaoning.
La cultura mostra evidenze della coltivazione del miglio e dell'addomesticamento del maiale. Il sito di riferimento di Xinle fu scoperto nel distretto di Shenyang, nel Liaoning.

## Etimologia
Il sito di questo antico insediamento fu scoperto nei terreni di una vecchia costruzione appartenente ad una centrale elettrica. La costruzione era chiamata dormitorio di Xinle (新樂宿舍) e di conseguenza i ritrovamenti furono indicati come vestigia di Xinle. Quando ci si rese conto che l'insediamento apparteneva ad una cultura fino ad allora sconosciuta, le fu assegnato il nome della località e di conseguenza fu chiamata cultura di Xinle. Dopo di allora ci sono stati numerosi altri ritrovamenti nella stessa area, alcuni anche molto significativi come quelli di Xinmin, ma il nome originale è rimasto.

## Ritrovamenti
Durante gli scavi condotti nel 1973 furono ritrovate tracce di circa quaranta case appartenenti al periodo neolitico. Tra i manufatti scoperti nel corso degli scavi ci furono utensili in pietra, vasellame, giada, pezzi di legno intagliato e carbone raffinato.
Una successiva campagna di scavi del 1978 portò alla luce un'ulteriore serie di manufatti tra cui un legno intagliato risalente a 7200 anni fa, che si ipotizza fosse utilizzato come totem adorato dal clan. Non sono stati trovati reperti più antichi in tutto il Shenyang e si tratta in assoluto di uno dei più antichi intagli in legno a livello mondiale.
Gli scavi hanno messo in luce due tombe Khitan, della dinastia Liao, risalenti a mille anni fa.

## Museo
Nel 1984 venne fondato il Museo della cultura Xinle (新樂遺址博物館).
Il museo è diviso in due sezioni, la nord e la sud.  La sezione sud presenta i pannelli espositivi di alcuni manufatti ritrovati durante le varie campagne di scavi condotte su un'area di 180.000 m2. La sezione nord presenta la ricostruzione di un villaggio Xinle di 7000 anni fa, con rappresentazioni della vita nelle abitazioni del periodo.

## Galleria d'immagini
|  |  |  |
|  |  |  |